# Faith / Pureyes
Singles de Yuna Itō
Precious
(2006)
Singles par Reira starring Yuna Ito
Endless Story
(2005)
Faith / Pureyes est le 2e single de Yuna Itō sorti sous le label Sony Music Entertainment Japan le 1er mars 2006 au Japon. Il atteint la 6e place du classement de l'Oricon. Il se vend à 22 969 exemplaires la première semaine, et reste classé pendant 15 semaines, pour un total de 56 359 exemplaires vendus. C'est le 3e single le plus vendu de Yuna Itō.
Faith est une ballade assez sombre, elle a été utilisée comme musique de générique de fin du drama Unfair. Pureyes est une chanson pop, plutôt joyeuse, elle a été utilisée pour une campagne publicitaire pour les lentilles de contact Bioclen Zero. Faith se trouve sur l'album Heart; Faith et Pureyes se trouvent sur la compilation Love.

## Liste des titres
Toutes les paroles sont écrites par Kenn Kato.
| 1. | Faith                  | BOUNCEBACK        | 4:46 |
| 2. | Pureyes                | Hiroshi Yamaguchi | 4:47 |
| 3. | Faith (Instrumental)   | BOUNCEBACK        | 4:46 |
| 4. | Pureyes (Instrumental) | Hiroshi Yamaguti  | 4:45 |

## Interprétations à la télévision
- Music Station (3 mars 2006)
- Music Fighter (3 mars 2006)